# Hymenopenaeus obliquirostris
Hymenopenaeus obliquirostris is een tienpotigensoort uit de familie van de Solenoceridae. De wetenschappelijke naam van de soort is voor het eerst geldig gepubliceerd in 1881 door Spence Bate.